# Penske Media Corporation
Penske Media Corporation (PMC) è un gruppo mediatico statunitense fondato nel 2003 con sedi a Los Angeles e New York e uffici in tutto il mondo. Possiede, tra gli altri Variety, IndieWire, Deadline, Rolling Stone, BGR.com e Gold Derby Awards.
PMC è stata fondata nel 2003.